# Stift Marbach

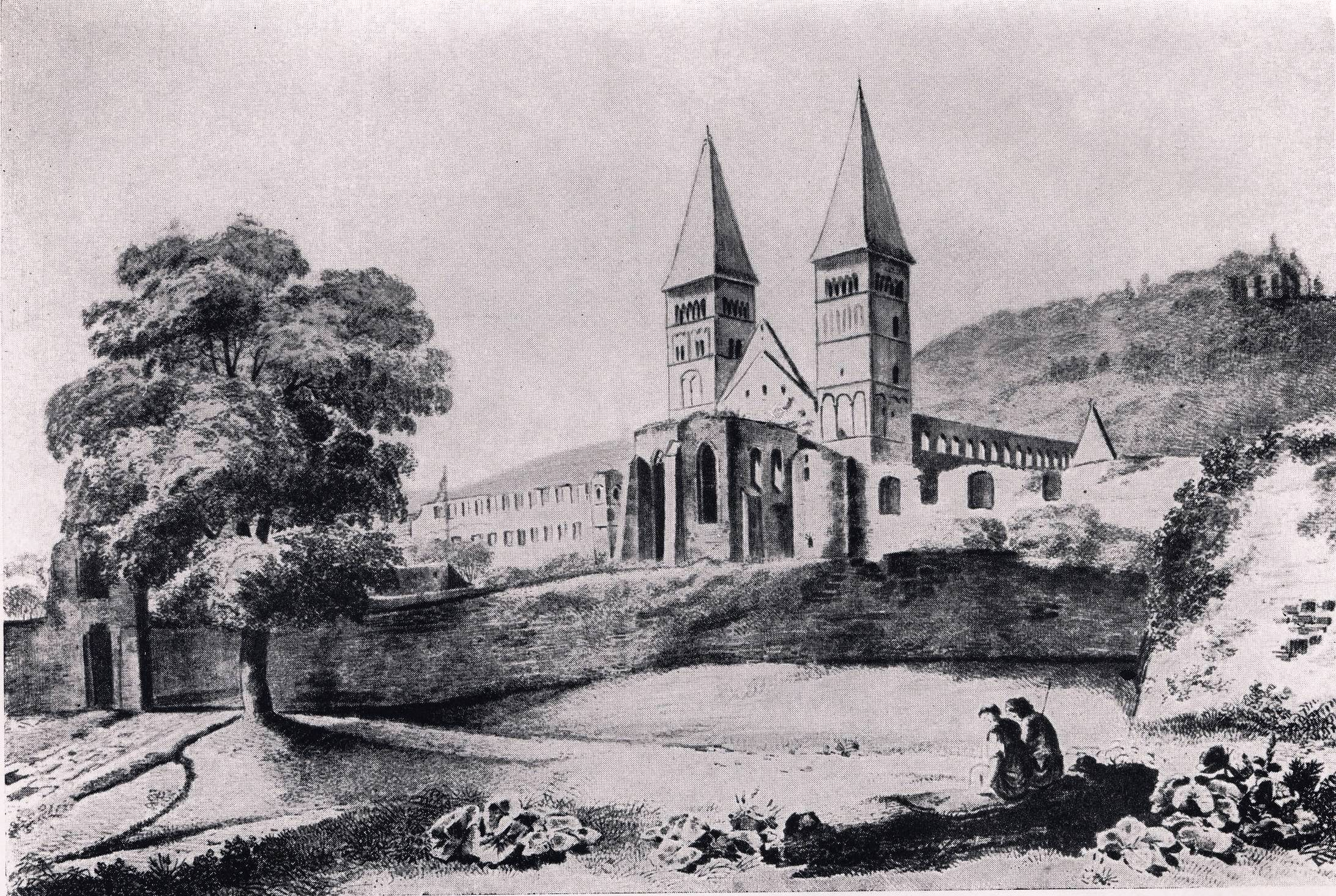
Ruinen des Stifts Marbach, 1820

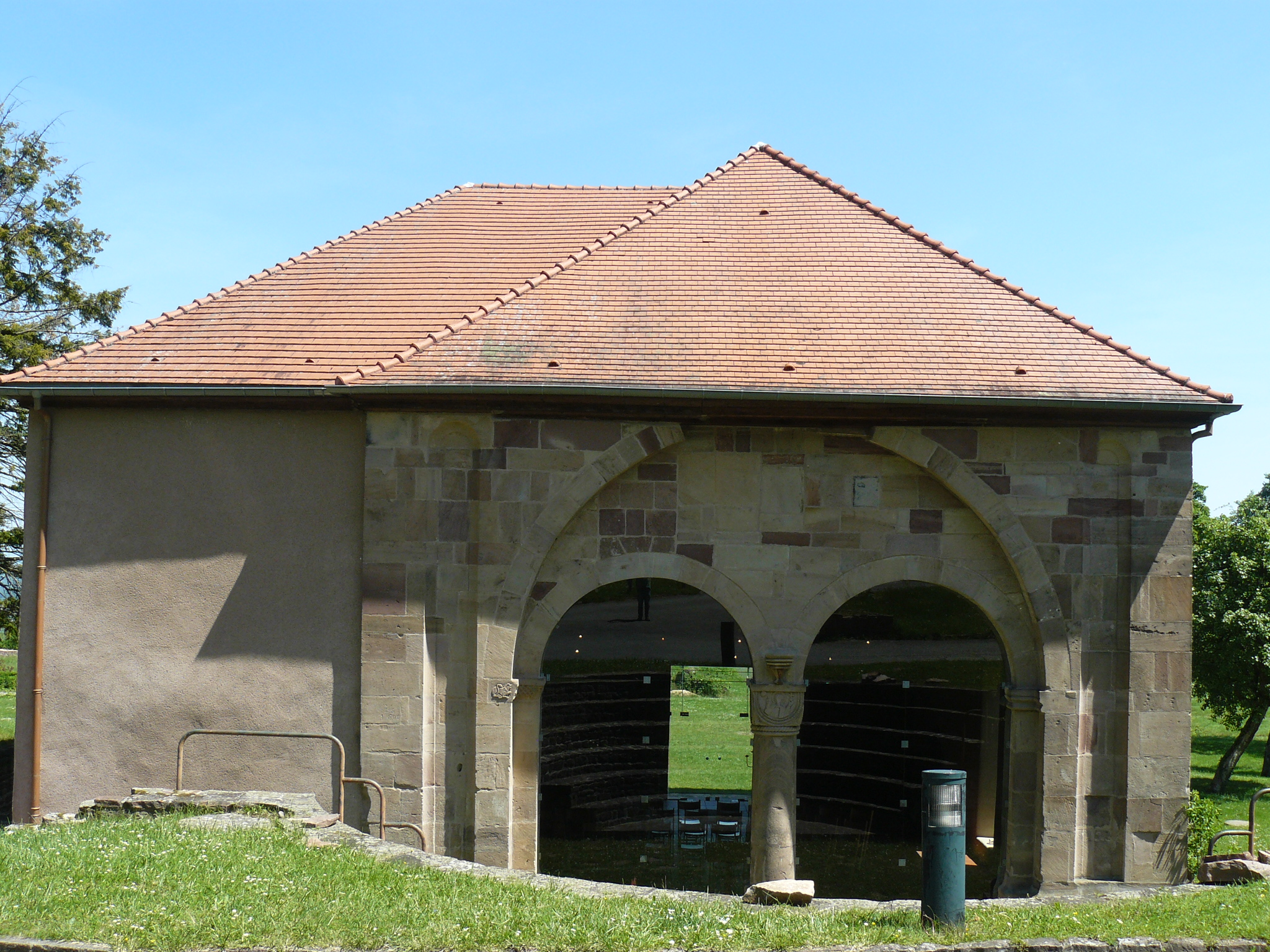
Ehemalige Vorhalle

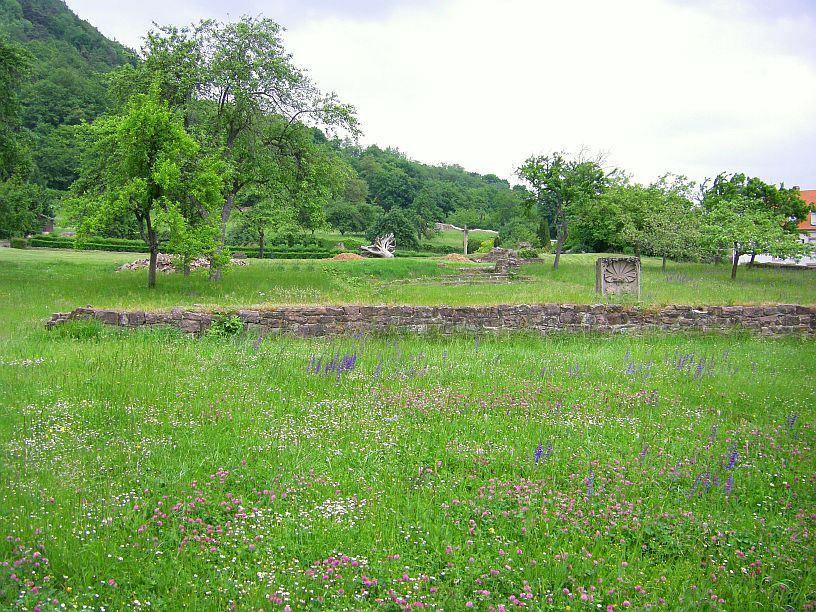
Ruinen und Garten des ehemaligen Klosters Marbach

Das Stift Marbach war ein reguliertes Augustiner-Chorherrenstift. Es ist nicht mit dem nahegelegenen Kloster Murbach zu verwechseln. 

## Geschichte
Es wurde im Jahre 1089 in Marbach (heute Gemeinde Vœgtlinshoffen) im Oberelsass von dem Adligen Burckard von Geberschweier, einem Ministerialen des Bischofs von Straßburg, mit Unterstützung von Manegold von Lautenbach als Reformstift gegründet. Nach einer Legende des 16. Jahrhunderts hatte Burckard bei einer Rast während einer Jagdpartie einen Traum, in dem ihm Christus, Maria und Augustinus erschienen und ihn aufforderten, am Ort der Erscheinung ein Kloster zu errichten. 
Das Kloster lag in der Diözese Basel, die weltliche Herrschaft in diesem Gebiet hatte aber der Bischof von Straßburg inne. Anfangs war es ein Doppelkloster für Männer und Frauen, doch das Damenstift zog 1124 nach Schwarzenthann um. Manegold übernahm die Führung des Konventes. Als einer der profiliertesten Kämpfer für die päpstliche Sache im Investiturstreit hatte er sich den Zorn Kaiser Heinrichs IV. zugezogen. Dieser ließ ihn 1098 im Kloster Marbach gefangen nehmen. Das Stift erhielt für seine Verdienste diverse päpstliche Privilegierungen, darunter auch das Recht, Anhänger der gebannten kaiserlichen Partei im Investiturstreit aus der Exkommunikation zu befreien, wenn sie in das päpstliche Lager übertraten. Das Verhältnis zum Kaisertum besserte sich: 1153 stellte König Friedrich Barbarossa Marbach unter seinen Schutz und in dieser Zeit bestanden enge Beziehungen zum staufischen Königshof. 
Im Stift entstanden im 13. Jahrhundert die „Marbacher Annalen“, eine der wichtigsten Geschichtsquellen der Stauferzeit.
Das Kloster Marbach war im Hochmittelalter der Ausgangspunkt vieler Stiftsneugründungen in Süddeutschland, am Oberrhein und in der Schweiz. Marbach wirkte damit maßgeblich an der Kanonikerreform mit, durch die aus „weltlichen“ Stiftspriestern, die ohne Armutsgelübde und Regeln lebten, „regulierte“ Kanoniker in klosterartig verfassten Konventen mit mönchischer Lebensweise wurden. Die Reform stützte sich auf die vom Kloster St.-Ruf in Avignon verbreitete Augustinusregel. Die spezielle Marbacher Ausprägung dieser Ordnung wurde in den Consuetudines (Lebensgewohnheiten) festgeschrieben. Ihre aus früheren Vorstufen entwickelte endgültige Fassung entstand um 1122. Bereits 1117/19 trennte sich die Kongregation in einen Verband mit milderer Regelauslegung (ordo antiquus) und einen mit strengerer Praxis (ordo novus). Zahlreiche andere Klöster übernahmen die Consuetudines und folgten der in Marbach ausgebildeten Liturgie. Auch durch die Entsendung von eigenen Kanonikern an andere Orte wirkte das elsässische Stift europaweit. Zu seinem Reformverbund gehörten unter anderem: Stift Backnang, Kloster Indersdorf, Kloster Interlaken, Hördt, Frankenthal (Pfalz), Kloster Goldbach, St. Leonhard in Basel, Kloster Schwarzenthann, St. Arbogast und St. Trinitatis in Straßburg und selbst die Domkirche von Lund in Südschweden. Diese Kongregation löste sich 1462 auf, 1464 wurde Marbach der Windesheimer Kongregation angegliedert, zu der es bis 1769 gehörte.
Die im 12. Jahrhundert errichtete romanische Klosterkirche hatte zwei Chorflankentürme und war dem hl. Irenäus von Lyon geweiht, dessen Reliquien das Kloster im Jahr 1098 aus Lyon erhalten hatte. Aus dem Stift stammt eine bedeutende romanische Gebetbuch-Handschrift: der Codex Guta-Sintram. Dieser ist das gemeinsame Werk der Augustiner-Chorfrau Guta von Schwarzenthann und des Augustiner-Chorherrn Sintram von Marbach. Ein weiteres bedeutendes Werk der Buchmalerei aus dem Kloster, ein Evangelistar, befindet sich heute in der Stadtbibliothek von Laon.
Das Stift wurde 1790 aufgehoben, die Gebäude wurden fast vollständig abgerissen. Danach wurden die verbliebenen Teile des Chorgestühls, wie auch Teile des Chorgestühls des ehemaligen Klosters Alspach bei Kaysersberg im Oberelsass, in die Dominikanerkirche ins nahe Colmar gebracht, wo sie zu besichtigen sind.
Die Überreste des ehemaligen Stifts (Narthex der Kirche, Friedhof und Fundamentmauern) können besichtigt werden. Die Ruinen liegen mit einem schönen Blick ins Rheintal abseits auf einer Anhöhe bei Eguisheim zwischen Husseren-les-Châteaux und Obermorschwihr, unmittelbar am Ortsausgang des Dorfes Vœgtlinshoffen.
Ebenso kann man noch die spärlichen Ruinen des einst direkt zum Stift Marbach gehörenden Augustiner-Chorfrauenstifts Kloster Schwarzenthann im Wald bei Wintzfelden (nahe Soultzmatt) besuchen.